# Maska historyczna
Treść tego artykułu należy opracować w taki sposób, aby nie uwypuklała nadmiernie polskiej specyfiki / aby nie zawężała się tylko do polskich warunków
 Po wyeliminowaniu niedoskonałości należy usunąć szablon [[Szablon:Dopracować|]] z tego artykułu.
Maska historyczna – zabieg literacki polegający na lokalizowaniu akcji i fabuły utworu w przeszłości historycznej, a nawet legendarno-baśniowej, jednak nie po to, aby przedstawić wizję przeszłości, lecz aby przede wszystkim za jej pomocą przekazać odwołania do czasów współczesnych, aktualnych wydarzeń. 
Chwyt ten jest stosowany głównie w warunkach cenzury, gdy nie można mówić wprost i należy posługiwać się językiem ezopowym w celu nawiązania kontaktu z czytelnikiem przy równoczesnym "wyłączeniu" z aktu porozumienia osoby cenzora. W klasycyzmie posługiwano się maską historyczną, kierując się regułą "dobrego smaku", zabraniającą mówienia bezpośrednio w utworze literackim o sprawach aktualnych. W dobie romantyzmu polskiego o stosowaniu maski historycznej czy kostiumu historycznego zadecydowało położenie polityczne, represyjna cenzura zaborcza, choć wyrażał się w tym również romantyczny historycyzm. 
Pierwszymi utworami romantycznymi skutecznie stosującymi ową metodę są: Grażyna i Konrad Wallenrod Adama Mickiewicza (w przypadku tego drugiego Nowosilcow szybko zorientował się, co do patriotycznych zamierzeń i aluzyjnych przesłań poety, zakazując recenzowania utworu Mickiewicza, a także jego wydawania na terenie zaboru rosyjskiego). Posługiwanie się maską historyczną upowszechniło się głównie w ówczesnej polskiej literaturze krajowej, która na co dzień stykała się z cenzurą (np. Kornela Ujejskiego Melodie biblijne, czy powieści historyczne Zygmunta Kaczkowskiego). Po maskę historyczną sięgał chętnie Juliusz Słowacki np. w Balladynie czy Lilli Wenedzie (bajeczne dzieje Polski), lecz w tych pisanych na emigracji utworach zabieg ów spełniał nieco inne funkcje niż w utworach powstających w kraju, służąc budowaniu koncepcji historiozoficznych, przekazywaniu w zmetaforyzowanej postaci nie tylko aktualnych, aluzyjnych treści, lecz i przesłań o charakterze uniwersalnym, ponadczasowym (np. oba dramaty jako utwory o mitycznych początkach Polski, ale i odnoszące się powstania listopadowego czy podejmujące również problematykę roli dobra i zła na świecie). 